# Jean Mistler

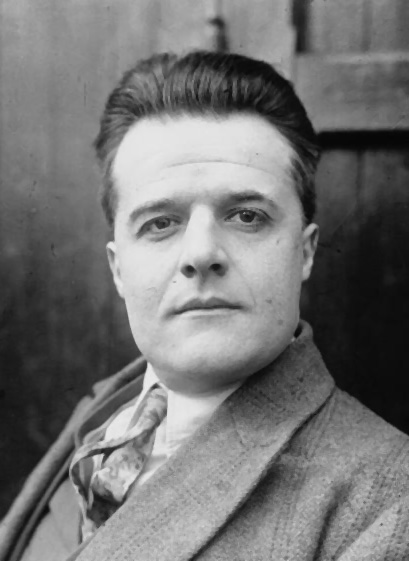
Jean Mistler, diputado (1928)

Jean Mistler (1 de septiembre de 1897 - 11 de noviembre de 1988) fue un político y escritor francés nacido en Sorèze, Departamento de Tarn y fallecido en París. Fue elegido miembro de la Academia Francesa en 1966. A partir del 15 de noviembre de 1973 fue el secretario perpetuo de la Academia.

## Datos biográficos

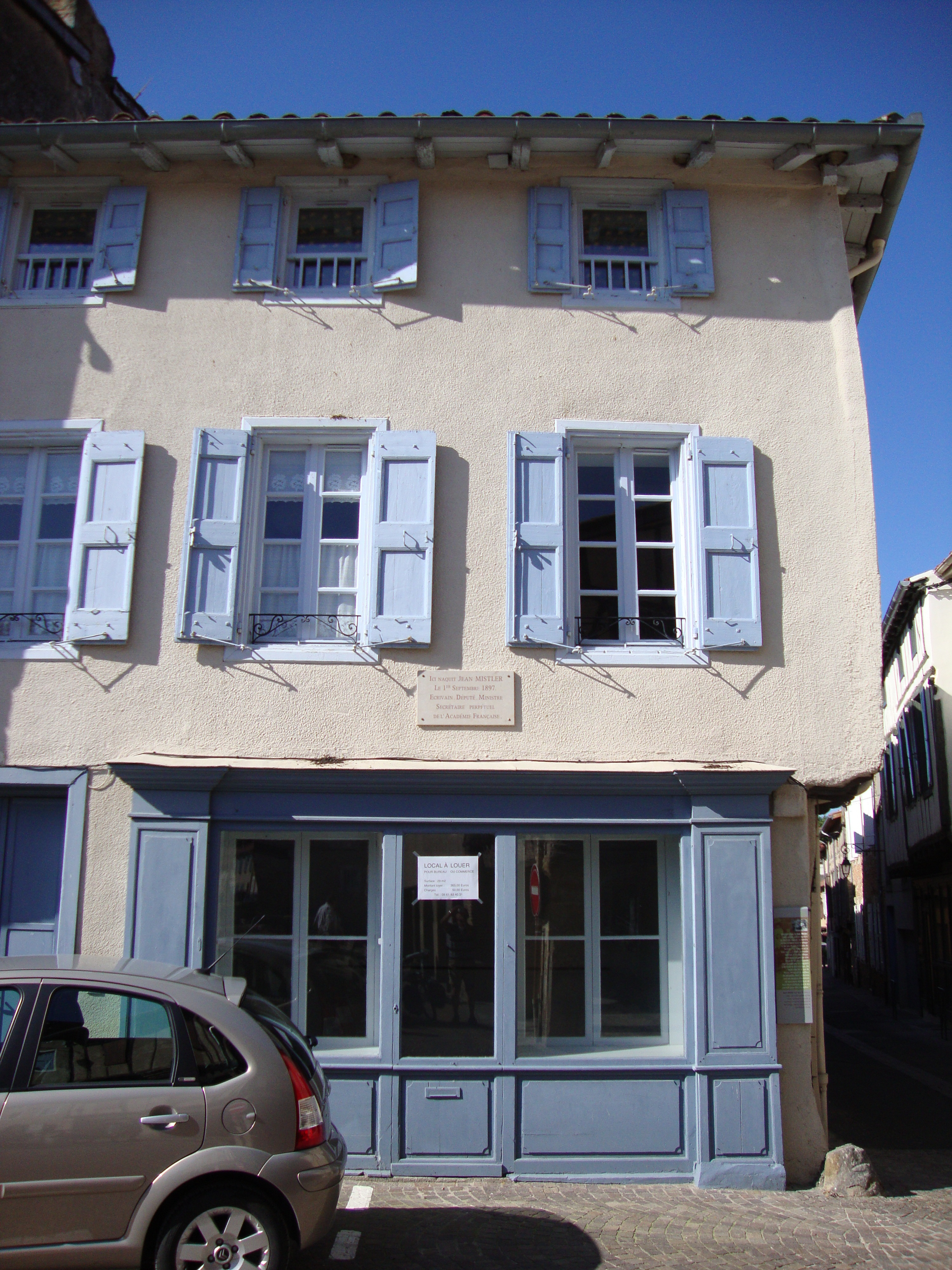
Casa de Jean Mistler en Sorèze

Después de asistir a la escuela en Sorèze, Jean Mistler, de origen alsaciano, entró en la Escuela Normal Superior.
Durante la Primera Guerra Mundial fue movilizado al frente en un batallón de artillería. Terminó la guerra con una sólida convicción pacifista. Fue nombrado en la legación francesa en Hungría como agregado cultural y durante ese tiempo enseñó en la Universidad de Budapest. En 1925 se integró al ministerio de asuntos extranjeros en donde tma el lugar de Paul Morand.
Inició después una carrera política al ser electo diputado a la Asamblea Nacional con la etiqueta radical socialista. Será después nombrado subsecretario de estado en Bellas Artes y ministro a partir de 1932. Siendo melómano, en esa posición gubernamental promovió la formación de la Orquesta Sinfónica de la Radio Francesa, antecedente de la OSRTF, la afamada Orquesta Sinfónica de la Radio y la Televisión de Francia.
Inició su carrera de escritor con la publicación de Châteaux en Bavière en 1925 y de Ethelka en 1929.
Durante la ocupación nazi participó en el gobierno colaboracionista de Philippe Pétain dentro del Consejo Nacional del gobierno de Vichy.
Trabajó después de la guerra en la casa editorial du Rocher y más tarde fue presidente de la Casa del libro francés dependiente del Ministerio de Asuntos Extranjeros. A partir de 1964 fue director del departamento de literatura de la Librería Hachette.
Fue elegido el 2 de junio de 1966 miembro de la Academia Francesa para el asiento número 14 que ocupó Robert d'Harcourt. Fue recibido por Marcel Brion el 13 de abril de 1967. Fue elegido secretario perpetuo de la Academia el 15 de noviembre de 1973, reemplazando a Maurice Genevoix.

## Obra
- Châteaux en Bavière, Calmann-Lévy, 1925
- Madame de Staël et Maurice 0'Donnell (1805-1817), d'après des lettres inédites, Calmann-Lévy, 1926
- La vie d'Hoffmann, Gallimard, 1927
- Triomphe de Paris (Éditions d'art Jrody, 1929
- Ethelka, Calmann-Lévy, 1929
- Vienne, Hachette, 1931
- La maison du Docteur Clifton, Emile Paul, 1932
- Problèmes de politique extérieure, conférences par MM. Mistler, Tirard, Reynaud, Hubert, Mousset, Rivaud et Osusky, Alcan, 1938
- Roger Chastel, Sequana, 1943
- Dictées de la nuit avec des Bois gravés de Galanis, Corrêa, 1943
- Chamfort, Maximes et anecdotes, introduction et notes, Le Rocher, 1944
- Le Vampire, extrait des Mémoires du Chevalier de Villevert, Le Rocher, 1944
- La Femme nue et le Veau d'or, Le Rocher, 1945
- Benjamin Constant, Journal intime, suivi d'Adolphe et du Cahier rouge, introduction et notes, Le Rocher, 1946
- Gobineau, Les Pléiades, établissement du texte, introduction et notes, Le Rocher, 1947
- Gobineau, la Renaissance, scènes historiques, établissement du texte, introduction et notes, Le Rocher, 1947
- Choderlos de Laclos, Les Liaisons dangereuses, établissement du texte, introduction et notes, Le Rocher, 1948
- Benjamin Constant et Mme de Staël, Lettres à un ami, Cent onze lettres inédites à Claude Hochet, La Baconnière, 1949
- La symphonie inachevée, Le Rocher, 1950
- Hoffmann le fantastique, Albin Michel, 1950
- A Bayreuth avec Richard Wagner, Hachette, 1960
- Epinal et l'imagerie populaire, (co-auteurs : F. Blaudez et A. Jacquemin), Hachette), 1961
- Le 14 juillet, Hachette, 1963
- La librairie Hachette de 1826 à nos jours, Hachette, 1964
- Le bout du monde, Grasset, 1964
- Napoléon et l'Empire, 2 vol., Hachette, 1967
- Les orgues de Saint-Sauveur, Grasset, 1967
- Les Cahiers du capitaine Coignet, première édition d'après le manuscrit original, Hachette, 1968
- Lieutenant Chevalier, Souvenirs des guerres napoléoniennes, Hachette, 1970
- Gaspard Hauser, Fayard, 1971
- La route des étangs, Grasset, 1971
- Aimés des Dieux, Hachette, 1972
- Vermeer de Delft, Screpel, 1973
- Le naufrage du Monte-Cristo, Grasset, 1973
- L'Ami des pauvres, Grasset, 1974
- Gare de l'Est, Grasset, 1975
- Bon poids, Grasset, 1976
- Hugo et Wagner face à leur destin, Grasset, 1977
- Wagner et Bayreuth, Hachette, 1980
- Sous la coupole, Grasset, 1981
- Faubourg Antoine, Grasset, 1982
- Le jeune homme qui rode, Grasset, 1984